# کانچو (اکلاهما)
کانچو (به انگلیسی: Concho) یک منطقهٔ مسکونی در ایالات متحده آمریکا است که در شهرستان کانادا، اکلاهما واقع شده‌است.